# Original Soundtracks 1
Original Soundtracks 1 (також відомий як Original Soundtracks) − альбом 1995 року, записаний гуртом U2 та Брайаном Іно під псевдонімом Passengers (Пасажири). Це збірка пісень, що були написані здебільшого для уявних фільмів (виключеннями є Дух в обладунку, Пані Сараєво та Поза хмарами).

## Створення
U2 та продюсер Браян Іно створили гурт Passengers для розігріву альбому U2 1997 року під назвою «Pop». Спочатку наміром музикантів було написання саундтреку для фільму Пітера Гріневея 1996 року під назвою «The Pillow Book» («Книга під подушкою»). Цей план не вдалося здійснити, тому Іно запропонував продовжити записувати саундтреки для фільмів, що не існують. Того часу в США на перших строчках чартів розміщувались якраз саундтреки до фільмів. Музичний гурт підтримав ідею продюсера.

## Чарти
| Чарт (1995)                                          | Топова позиція |
| ---------------------------------------------------- | -------------- |
| Австралія Australian Albums (ARIA)                   | 11             |
| Австрія Austrian Albums (Ö3 Austria)                 | 40             |
| Бельгія Belgian Albums (Ultratop Flanders)           | 35             |
| Бельгія Belgian Albums (Ultratop Wallonia)           | 14             |
| Canadian Albums                                      | 15             |
| Нідерланди Dutch Albums (MegaCharts)                 | 38             |
| Фінляндія Finnish Albums (Suomen virallinen lista)   | 32             |
| Нова Зеландія New Zealand Albums (Recorded Music NZ) | 9              |
| Швеція Swedish Albums (Sverigetopplistan)            | 28             |
| UK Albums (Official Charts Company)                  | 12             |
| US Billboard 200                                     | 76             |

## Треклист
Автор музики Passengers (Браян Іно, Боно, Едам Клейтон, The Edge та Леррі Мьюлен мол.). 
| #     | Назва                                    | З фільму                                  | Тривалість |
| ----- | ---------------------------------------- | ----------------------------------------- | ---------- |
| 1.    | «United Colours»                         | United Colours of Plutonium (Японія)      | 5:31       |
| 2.    | «Slug (пісня)»                           | Slug (НІмеччина)                          | 4:41       |
| 3.    | «Your Blue Room»                         | Понад хмарами (фільм 1995 року) (Італія)  | 5:28       |
| 4.    | «Always Forever Now»                     | Always Forever Now (Гон-конг)             | 6:24       |
| 5.    | «A Different Kind of Blue»               | An Ordinary Day (США)                     | 2:02       |
| 6.    | «Beach Sequence»                         | Beyond the Clouds (1995 film)' (Італія)   | 3:31       |
| 7.    | «Miss Sarajevo» (з Лучано Паваротті)     | Miss Sarajevo (США)                       | 5:40       |
| 8.    | «Ito Okashi» (з Akiko Kobayashi (спвак)) | Ito Okashi / Something Beautiful (Японія) | 3:25       |
| 9.    | «One Minute Warning»                     | Ghost in the Shell (Японія)               | 4:40       |
| 10.   | «Corpse (These Chains are Way too Long)» | Gibigiane / Reflections (Італія)          | 3:35       |
| 11.   | «Elvis Ate America» (з Howie B)          | Elvis Ate America (США)                   | 3:00       |
| 12.   | «Plot 180»                               | Hypnotize (Love Me 'til Dawn) (Британія)  | 3:41       |
| 13.   | «Трек з The Swan»                        | The Swan (Угорщина)                       | 3:24       |
| 14.   | «Трек з Let's Go Native»                 | Let's Go Native (ПАР)                     | 3:08       |
| 58:10 |                                          |                                           |            |

| Бонус-трек (тільки для Японії) | Бонус-трек (тільки для Японії)                              | Бонус-трек (тільки для Японії) | Бонус-трек (тільки для Японії) |
| #                              | Назва                                                       | З фільму                       | Тривалість                     |
| ------------------------------ | ----------------------------------------------------------- | ------------------------------ | ------------------------------ |
| 15.                            | «Bottoms (Watashitachi No Ookina Yume) (Zoo Station Remix)» | Bottoms (Австралія)            | 4:11                           |
| 62:14                          |                                                             |                                |                                |